# 2019 en Arménie
Chronologie de l'Arménie
- 2015
- 2016
- 2017
- 2018
- 2019
- 2020
- 2021
- 2022
- 2023

Cet article concerne l'année 2019 en Arménie.

## Événements

### Janvier
- 19 janvier : Le deuxième gouvernement Pashinyan est formé.

### Juillet
- 14 au 27 juillet : Le Championnat d'Europe de football des moins de 19 ans 2019 à lieu.

### Octobre
- 6 au 9 octobre : Le Congrès mondial sur les technologies de l'information (WCIT) 2019 (en) à lieu.